# Шахид-Минар
Шахид-Минар (бенг. শহীদ মিনার), букв. — монумент мученикам) — памятник в центре Дакки, построенный в память о тех, кто был убит полицией во время мирной демонстрации в 1952 году.

## История
21 февраля 1952 года активисты движения за статус бенгальского языка были расстреляны пакистанской полицией в Дакке. Полиция открыла огонь по демонстрантам, в результате чего десятки человек погибли. Два дня спустя, студенты из университета Дакки возвели временный памятник на месте массового убийства в честь тех, кто трагически погиб во время демонстрации. Полицейские уничтожили этот памятник.
Бангладешский архитектор Хамидур Рахман построил новый памятник на этом месте, он простоял до 1971 года. Памятник был разрушен во время известной операции «Прожектор», в ходе которой пакистанская армия пыталась подавить бенгальское национальное движение в Восточном Пакистане. После предоставления независимости Бангладеш памятник был восстановлен и сегодня служит важным центром культурных мероприятий в городе Дакка.